# Troy University
La Troy University è un'università pubblica a Troy, in Alabama. È stata fondata nel 1887 come Troy State Normal School all'interno dell'Alabama State University System, ed è ora l'università di punta del Troy University System.

## Storia
La tradizione dell'insegnamento dell'eccellenza della Troy University risale alla sua fondazione il 26 febbraio 1887, quando un atto della legislatura dell'Alabama stabilì la Troy State Normal School come istituzione per formare gli insegnanti per le scuole dell'Alabama. Joseph Macon Dill è stato il primo presidente dell'istituzione. Nel 1893, la scuola fu ribattezzata Troy State Normal College.
Il Normal College ha offerto corsi di estensione per insegnanti e ha concesso certificati di insegnamento fino al 1929, quando il Consiglio di Stato per l'istruzione ha cambiato lo statuto dell'istituto e lo ha ribattezzato Troy State Teacher's College. Nello stesso anno, il college si trasferì nella sede attuale e furono dedicati i primi due edifici: Shackelford Hall, dal nome di Edward Madison Shackelford, presidente della scuola dal 1899-1936, e Bibb Graves Hall, dal nome di David Bibb Graves, l'Alabama's " governatore dell'istruzione. " Il governatore Bibb Graves è anche ricordato per aver incaricato lo studio di architettura Olmsted Brothers di Brookline, Massachusetts, di progettare il piano paesaggistico del campus.
Come molte università americane, il Troy State Teacher's College ha vissuto uno dei suoi periodi di crescita più floridi negli anni successivi alla seconda guerra mondiale, quando i veterani di ritorno hanno approfittato del G.I. Bill. Le iscrizioni al college sono più che raddoppiate e questa crescita ha portato all'introduzione di corsi di laurea in discipline diverse dall'istruzione, in particolare nel mondo degli affari. Nel 1957, lo State Board of Education riconobbe questo ruolo ampliato e lasciò cadere "Teacher's" dal nome del Troy State College.
Il decennio degli anni '50 segnò anche il lungo rapporto dell'Università con l'esercito degli Stati Uniti, poiché i corsi di estensione venivano offerti nelle basi vicine, prima a Fort Rucker, vicino a Dothan, e successivamente alla Maxwell Air Force Base a Montgomery. Un centro di insegnamento separato del Troy State College è stato istituito a Fort Rucker nel 1961, che si è evoluto nell'attuale Dothan Campus. Un centro simile, avviato alla Maxwell Air Force Base nel 1965, portò alla creazione dell'attuale Montgomery Campus. Questi programmi sono stati i precursori della moderna divisione TROY Service Centres della Troy University, che gestisce tutti i siti di insegnamento TROY al di fuori dell'Alabama. Nel 1973, l'Università ha aperto siti in basi militari in Florida.
Nel 1967, il governatore Lurleen B. Wallace nominò otto membri nel consiglio di fondazione del Troy State College di recente costituzione, rimuovendo l'istituzione dal controllo del Consiglio di Stato dell'Istruzione. Uno dei primi atti del nuovo consiglio è stato quello di raccomandare il cambio del nome in Troy State University. Il nuovo nome divenne ufficiale il 14 dicembre 1967.
Nel 1975, il Phenix City Campus è stato aperto come filiale del campus principale.
Nel 1982, è stato formato il sistema Troy State University, poiché ai campus di Dothan e Montgomery è stato concesso lo status di accreditamento indipendente. Nell'aprile 2004 il Consiglio di fondazione ha votato per eliminare "Stato" dal nome dell'Università per riflettere meglio la missione mondiale dell'istituzione. A partire dall'agosto 2005, tutti i campus TROY sono stati nuovamente unificati sotto un unico accreditamento.

## Campus
Il campus principale della Troy University si trova vicino al centro di Troy. Il campus si trova vicino a delle colline con molte querce secolari presenti lungo le strade e in tutto il campus. I primi due edifici costruiti nel campus furono il John Robert Lewis Hall (ex Bibb Graves Hall) e il Shackelford Hall, entrambi ancora in piedi nel campus oggi. Bibb Graves, che era il governatore dell'Alabama al momento della dedicazione dell'edificio, è ricordato per aver incaricato il famoso studio di architettura Olmsted Brothers di Brookline, Massachusetts, di progettare e costruire il piano paesaggistico del campus. Il Consiglio di fondazione della Troy University ha votato per rinominare la sala in onore di Lewis il 26 agosto 2020.

## Sport
La Troy State Normal School iniziò il suo programma sportivo nel 1909, quando schierò la sua prima squadra di football. Durante i primi anni, i soprannomi degli atleti della Troy non erano ufficiali e variavano in base allo sport e all'allenatore. All'inizio degli anni '70, il corpo studentesco ha votato per cambiare il nome in Trojan dopo che molti ritenevano che Red Wave fosse troppo simile al soprannome dell'Università dell'Alabama, Crimson Tide. Prima di diventare un membro della Division I di atletica leggera della NCAA nel 1993, la Troy University è stata membro della Gulf South Conference dei ranghi della NCAA Division II. I principali rivali di Troy erano la Jacksonville State University, University of West Alabama e University of North Alabama. Nel 2004, la Troy si è unita alla Sun Belt Conference della sottodivisione Football Bowl. La Troy University partecipa a vari sport collegiali tra cui il basket e il football americano.